# Ron Hayman
Ron Hayman (31 augustus 1954) is een voormalig Canadees wielrenner. Hij was profwielrenner van 1979 tot en met 1988. Hij reed tijdens zijn carrière onder andere voor Panasonic en 7-Eleven. Hij heeft tijdens zijn carrière enkel overwinningen geboekt op Noord-Amerikaanse bodem.

## Erelijst
1977
- Nationaal kampioenschap op de weg, elite

1979
- Eindklassement Ronde van Ierland

1980
- Eindklassement Cascade Cycling Classic

1981
- Eindklassement Ronde van Gastown
- Atlantic City

1982
- Eindklassement Ronde van Gastown

1983
- Eindklassement Ronde van Gastown

1984
- Long Island
- Manhattan Beach GP
- 7e etappe United Texas Tour

1986
- 10e etappe Ronde van de Californische Baai

1987
- Washington